# آقا (فیلم ۲۰۰۵)
آقا 
(به تلوگویی: Sri) فیلمی هندی محصول سال ۲۰۰۵ و به کارگردانی داسارات است. در این فیلم بازیگرانی همچون مانچو مانوج، تمنا باتیا و موهان بابو ایفای نقش کرده‌اند.